# Tanekra
Tanekra (en lenguas guanches ⵜⵏⴽⴾⵔ) que en Tamazigh significa "Revuelta" o "Rebelión", es una organización política canaria que se sitúa en la extrema izquierda del espectro político, defensor a su vez de la independencia de Canarias respecto del actual Reino de España. No reconoce al Estado español ni a la Monarquía Española. En sus redes sociales expone que su objetivo es la consecución de un "país canario para una clase trabajadora diversa, feminista y libre de toda opresión". Su ámbito de actuación se circunscribe al Archipiélago Canario y a determinados puntos fuera de las islas, principalmente en Europa, en los que cuenta con militancia entre la diáspora canaria.

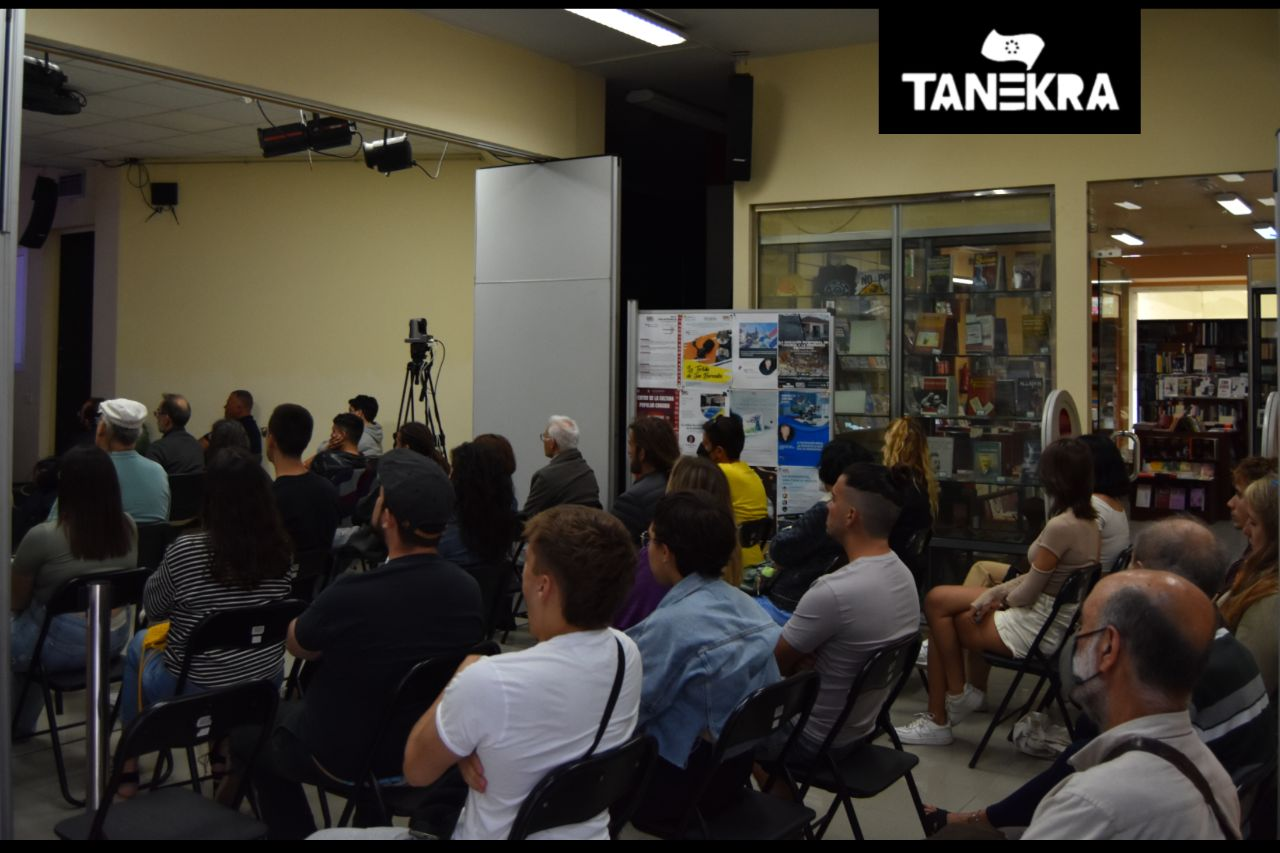
Charla organizada por Tanekra con el profesor de la Universidad de La Laguna, José Farrujia, en el Centro de la Cultura Popular Canaria en Tenerife

## Historia
Tanekra nace públicamente el 22 de octubre de 2021, en el aniversario de la bandera tricolor, aunque “la idea venía gestándose varios años antes mediante conversaciones de diferentes personas, algunas de las cuales habían militado en otras formaciones de la izquierda independentista”.Además en el comunicado hecho público el 25 de octubre de dicho año se identifica como “heredera consciente de la tradición independentista canaria desde los primeros alzados tras la colonización, hasta las distintas expresiones organizativas del siglo XXI”.

## Actividad
Tanekra ha realizado varias actividades desde su comienzo en octubre de 2021 y sus principales líneas de acción son las siguientes. 
La revista oficial Datana! vio la luz en el mes de diciembre de 2021, y desde entonces hasta ocho números han sido publicados, teniendo puntos de venta en casi todas las islas del archipiélago. En sus 12 o 16 páginas se pueden leer diferentes artículos sobre la actualidad política de Canarias, historia colonial del archipiélago, entrevistas a colectivos, sindicatos y artistas, secciones de arte canario, etc.
Otro elemento destacado en la actividad de la organización es la propaganda en la calle mediante diversos formatos como pegatinas, pancartas o carteles. A través de ellos denuncian las condiciones precarias de la clase trabajadora canaria, los problemas de gentrificación en muchos de sus barrios, los altos niveles de pobreza en el archipiélago o  las consecuencias ambientales del modelo turístico neocolonial. Esta actividad se inscribe dentro de la campaña "Recuperemos la calle",que busca repolitizar los espacios  populares con discursos emancipadores de clase, de género y de país canario.
Por otra parte, desde su creación en 2021 han organizado en Gran Canaria y Tenerife múltiples eventos culturales y actos de debate con diferentes temáticas, tanto centrados en historia o cultura canaria como en cuestiones ambientales y de consecuencias del actual modelo turístico de masas en Canarias.

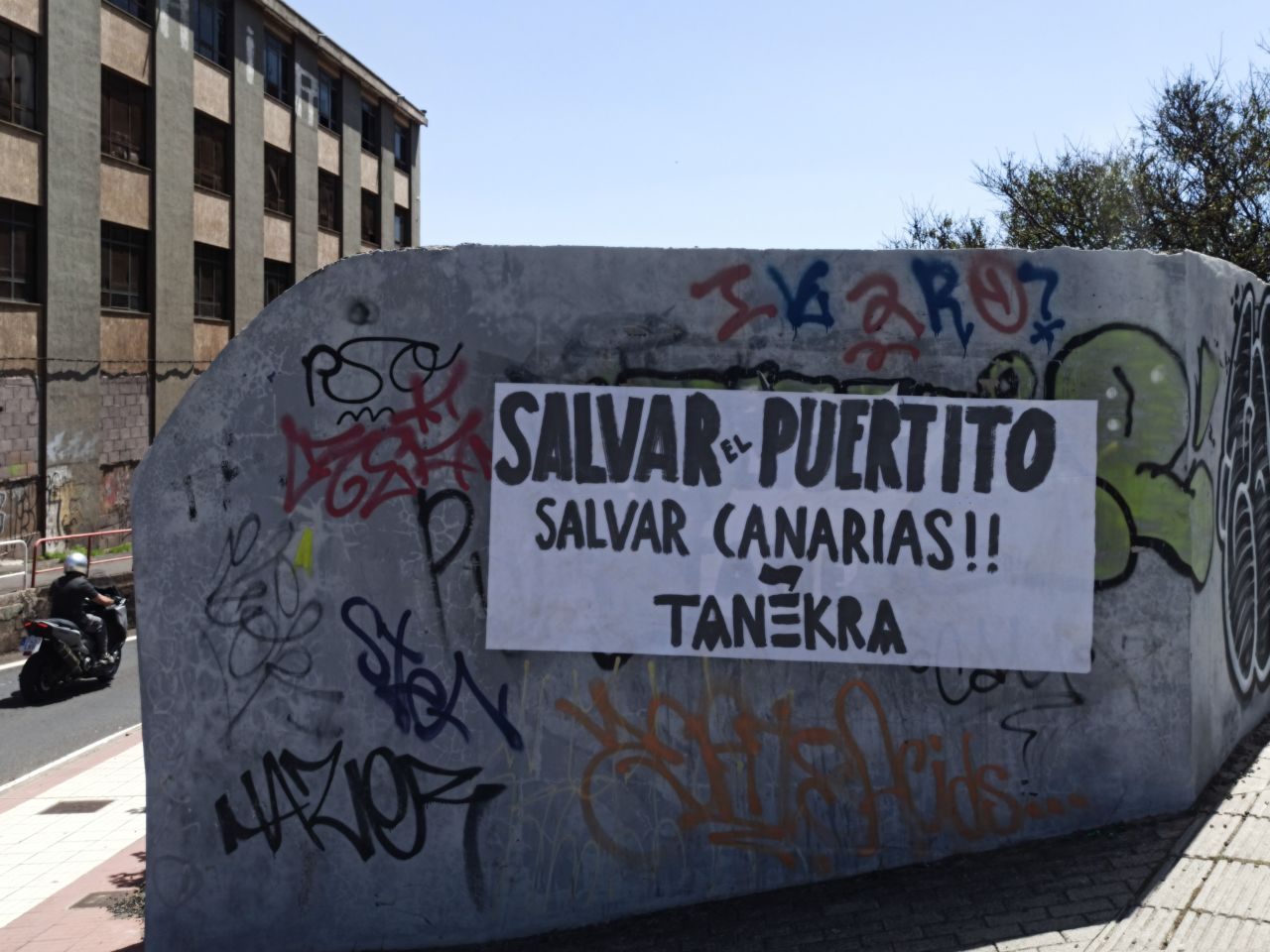
Cartel de Tanekra en 2022.

También se ha posicionado contra ciertas iniciativas políticas y proyectos que pretenden especular con el territorio. Un ejemplo es respecto a la oposición al Proyecto Cuna del Alma, en la que recaudó fondos para los gastos jurídicos de las y los activistas de Salvar el Puertito, o respondiendo a un artículo periodístico sobre dicho proyecto. Otro caso es el apoyo a la asociación vecinal Guanarteme Se Mueve, que actualmente lucha contra las consecuencias de la gentrificación en dicho barrio de Las Palmas. También han denunciado la construcción de un parque en conmemoración de la Gesta del 25 de julio en Santa Cruz de Tenerife. También Tanekra apoya a Canarias tiene un límite
Dada su actividad, Tanekra ha sido invitada a una serie de podcast y entrevistas, donde ha desarrollado sus características como proyecto político o se ha posicionado respecto al turismo en Canarias.
El 22 de Noviembre, coincidiendo con el aniversario de su fundación, Tanekra organizó una exposición que acogió archivo fotográfico, sonoro y documental inédito sobre el movimiento de liberación nacional canario (sobre todo el MPAIAC) en Venezuela en los años 70 y 80.